# Metamaterial

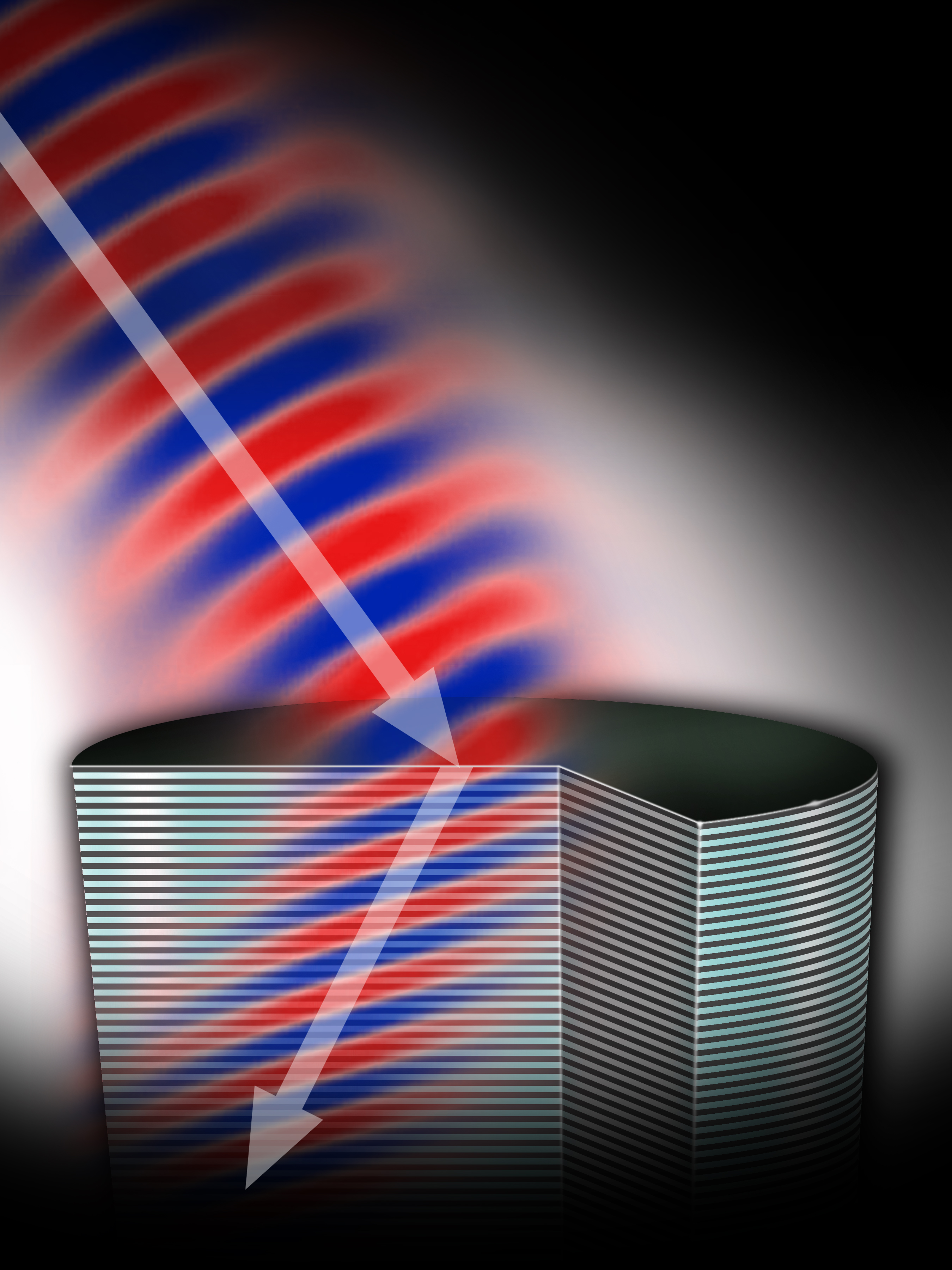
Metamaterial med negativt brytningsindex får ljus att avvika annorlunda än sådana med gängse positivt index.

Metamaterial är artificiella material som framställts för att uppvisa egenskaper som inte återfinns i naturen. Ett av de mest  kända exemplen är osynlighetsmaterial, som kan leda ljus eller radiovågor runt ett objekt, så att det inte syns. De har redan blivit så mångsidiga och långt utvecklade att de börjat figurera i sammanhang som Nobelpriset i fysik.

Jämförelse av strålgången hos ett vänsterhänt metamaterial med ett vanligt ljusbrytande material

## Elektromagnetiska metamaterial
Inom modern fysik och elektromagnetism (särskilt inom optik och fotonik) är metamaterial numera en subdisciplin. I Sverige är exempelvis just institutionen för Optik och Fotonik vid KTH i Kista engagerad.
Bland uppfinningar som nu (okt 2013) är högaktuella finns en liten och energisnål satellitmottagare, med vars hjälp man kan koppla upp sig till bredband precis var som helst på jorden. Den här typen av antenner kan också komma till användning i mycket känsliga avståndssensorer som behövs för självstyrande bilar. Ett tredje konkret exempel handlar om bättre och säkrare magnetkameror inom sjukvården.

Fysikern John Pendry på Imperial College London har förutom dessa tillämpningar blivit känd för att kunna göra föremål osynliga.